# Predor Gotthard
Predor Gotthard (nemško: Gotthardtunnel, italijansko: Galleria del San Gottardo) je 15 kilometrov dolg železniški predor in predstavlja najvišjo točko na glavnih železniških progah v Švici. Povezuje Göschenen z Airolom in je bil prvi predor skozi masiv Gotthard. Zgrajen je kot enocevni dvotirni s standardno tirno širino.
Predor se dviga od severnega portala Göschenen (1106 m) in najvišjo točko (1151 m) doseže po približno 8 km. Po 10 kilometrih prečka mejo med kantonoma Uri in Ticino, po še 5 km se predor konča na južnem portalu blizu Airolom (1142 m). Nadkritje nad predorom znaša med 400 m in največ 1800 metrov. Povprečno nadkritje med šestim in trinajstim kilometrom predora merjeno iz severa, je približno 1100 metrov. Vožnja traja približno sedem do osem minut. Upravljavec so švicarske državne železniške družbe SBB-CFF-FFS.

## Gradnja
O železniški povezavi preko masiva Gotthard so začeli razmišljati že leta 1853. Leta 1863 sta inženirja Wetli in Koller prvič predstavila projekt. Odločitev o izgradnji je sprejel Alfred Escher, predsednik švicarske severovzhodne železniške družbe (NOB). 7. avgusta 1863 je petnajst kantonov in dve železniški podjetji Schweizerische Centralbahn (SCB) und NOB ustanovilo odbor za Gotthard. Politik in bančnik Alfred Escher, najmočnejša in vplivna švicarska osebnost, je bil predsednik odbora in s tem pripomogel k ideji Gotthard. Nadaljevalo se je načrtovanje. Na konferenci septembra 1869 so se dogovorili o minimalnih tehničnih in finančnih zahtevah. Leta 1869 sta Švica in Italija podpisali tako imenovano Gotthardsko pogodbo in končno 28. oktobra 1871 tudi nemško cesarstvo. 6. decembra 1871 je bila ustanovljena Gotthardbahngesellschaft (GB). 
Predor je bil zgrajen v letih 1871 - 1881. Projektant je bil švicarski inženir Louis Favre, ki je utrpel usodni srčni napad v predoru leta 1879. Gradnja se je začela ob južnem vhodu 13. septembra 1872 in 24. oktobra istega leta na severu. Preboj je bil izvršen 28. februarja 1880 po sedmih letih in petih mesecih. Odstopanja pri snidenju so bila bočno samo 33 cm in 5 cm v višino, kar je bilo za tedanjo geodetsko stroko izjemno. 1. junija 1882 je Gotthardska železnica pričela obratovati za tranzitni promet med Immensee in Chiassom. Prehod skozi predor je po prvem zagonu trajal od 17 do 23 minut. Leta 1897 je na dan skozi predor peljalo že 61 vlakov.
Gradnja je bila težka zaradi finančnih, tehničnih in geoloških vprašanj, slednje so imele za posledico smrt 199 delavcev, predvsem zaradi vdorov vode, mnogi so bili ubiti tudi zaradi zračnega pritiska vlakov, ki so prevažali izkopan material iz predora (od 171 smrtnih žrtev, ki so navedene na seznamu smrtnih žrtev v zveznih arhivih, je 53 delavcev zmečkal tovornjak ali lokomotiva, od kamenja je bilo ubitih 49, 46 jih je ubil dinamit, 23 iz drugih razlogov, eden od njih je utonil). Prišlo je tudi do resnih zdravstvenih problemov, epidemije okužb s trakuljo. Stavka delavcev v letu 1875, zaradi slabih delovnih pogojev in plačila, je bila zadušena s strani švicarske vojske in je terjala štiri mrtve in 13 ranjenih.

## Delovanje
Predor je bil odprt za promet leta 1882, upravljala ga je zasebna železniška družba Gotthardbahn in je potekal od Luzerna do Chiassa ob italijanski meji. Gotthardbahn bila vključena v Švicarske zvezne železnice leta 1909. Leta 1920 so začeli voziti prvi električni vlaki. Sprva je bila napetost zmanjšana iz želenih 15 kilovoltov na 7,5 kV, ker je nesnaga na izolatorjih iz parnih lokomotiv spodbujala pretirano iskrenje. Maja naslednje leto so parne lokomotive nadomestili z električnim pogonom in problem saj in umazanije je bil odpravljen.
Do odprtja cestnega predora Gotthard, so švicarske zvezne železnice skozi predor Gotthard nudile oprtne storitve za avtomobile in tovornjake. Danes obstaja ta storitev kot železniška avtocesta med nemško in italijansko mejo in si tako prizadeva zmanjšati tovorni promet po švicarskih avtocestah. Improviziran oprtni prevoz iz Göschenena v Airolo je bil uveden tudi v času zaprtja (dva meseca) cestnega predora Gotthard leta 2001.

## Spomenik
Leta 1932, ob 50. obletnici izgradnje predora so postavili spomenik ticinskega umetnika Vincenza Vela (1820-1891). Vela ga je ustvaril leta 1882 na lastno pobudo in brez plačila. Z naslovom "Vittime del lavoro" (žrtve dela) je posvečen žrtvam pri delu v železniškem predoru Gotthard. Spomenik stoji v Airolu, v bližini železniške postaje.
V predoru samem, so lokacije nezgod označene na steni z belo barvo z napisi in začetnicami žrtev, zlasti smrtnih primerov.

## Utrdba Kaponniere
Utrdba Kaponniere je bila zgrajena za zaščito predora. Obsega stražarnico v Göschenenu in je edinstvena v Švici. Zgrajena je v treh nadstropjih, imenovana Artilleriewerk Fondo del Bosco ali Forte Airolo. Zasnoval jo je avstrijsko-ogrski generalni inšpektor Genius Daniel Baron von Salis - Soglio. Gradnja se je začela aprila 1887 in končala poleti leta 1890. Stroški gradnje so znašali okoli 1,5 milijona švicarskih frankov. Do leta 1947 je bila opuščena, saj je bila že zdavnaj zastarela kot sistem za obrambo in se je uporabljala le kot nastanitev. Sedaj je preurejena v muzej.

## Sosednji predori
Bližnji cestni predor Gotthard je bil odprt leta 1980. Drugi železniški predor, bazni predor Gotthard je bil odprt v letu 2016 (prebili so ga v letu 2010).